# アカイメニデース
アカイメニデース（古希: Ἀχαιμενίδης, Achaimenidēs, 羅: Achaemenides）は、ギリシア神話の人物である。長母音を省略してアカイメニデス、ラテン語でアカエメニデスとも表記される。イタケー島のアダマトゥスの子で、オデュッセウスに従ってトロイア遠征軍に参加し、戦争を戦い抜いた。しかし帰国の航海で一つ目巨人キュクロープスの国に上陸した際に取り残され、イタリアへと航海を続けるアイネイアースが上陸するまでキュクロープスに怯えながら生きなければならなかった。後にアイネイアースが海岸に上陸したとき、アカイメニデースは森の中から現れて、彼らがかつて敵であったトロイア人と知りつつ助けを求めた。アイネイアースはアカイメニデースから上陸した場所が危険なキュクロープスの国であると知ると、アカイメニデースを船に乗せて慌てて出航した。その後、アカイメニデースはアイネイアースがクマエーを訪れたときに、同じくオデュッセウスの部下であったマカレウスと再会した。